# Бешбармаг
Бешбармаг (азерб. Beşbarmaq) — гора в Азербайджане, расположенная к юго-востоку от города Сиазань, в 80 км от Баку, неподалёку от побережья Каспийского моря. В народе известна также как гора Хыдыр Зинда и является местом паломничества.

## Этимология
Слово «бешбармаг» с азербайджанского и с тюркских языков переводится как «пять пальцев», так как очертания горы напоминают пять пальцев руки.

## История
Гора, благодаря своей высоте и форме, с незапамятных времен была отличным ориентиром для мореплавателей. За горой находятся развалины древнего города Хурсангала.
У подножья горы Бешбармаг расположено святое место «Пир Хыдыр Зунджа», где останавливаются путники для совершения молитвы и поклонения.

## Мифы и легенды о Бешбармаге
Согласно легенде, пророк Хызыр (Хыдыр) в поисках эликсира жизни, побывал в окрестностях горы, где и нашёл источник «живой воды» в подземном царстве. Выпив из него, он обрел бессмертие, поэтому это место стали называть его именем — Хызыр Зиндей (Хызр-Зинда).
По одной из версий, Зуль-Карнайн в поиске живой воды обратился к Хызыру. Пророк отвел его к двум родникам, где из одного текло молоко, а из другого мутная вода. Искандеру он разрешил выпить только из одного источника. Тот выбрал молоко. Хызыр же выпил мутную, благодаря чему и обрел бессмертие.
На вершине горы есть источник. По преданию это слезы пророка, передавшие источнику целебную силу. К вершине горы ведёт узкая скользкая тропинка. По поверью, человек с чистыми помыслами пройдет этот путь без особых затруднений, нехороший же может сорваться. У дошедшего до источника желание обязательно должно исполнится.